# Wjatscheslaw Jakowlewitsch Schischkow

Grabstein mit Medaillon Schischkows auf dem Nowodewitschi-Friedhof

Wjatschelaw Jakowlewitsch Schischkow (russisch Вячеслав Яковлевич Шишков; * 21. Septemberjul. / 3. Oktober 1873greg. in Beschezk, Gouvernement Twer; † 6. März 1945 in Moskau), Sohn eines Kaufmanns, war ein russisch-sowjetischer Schriftsteller.
Schischkow arbeitete 20 Jahre (von 1894 bis 1915) als Ingenieur in der Gebietsverwaltung für Verkehrswesen Tomsk (Sibirien). Dadurch lernte er weite Gebiete Sibiriens zu Wasser und zu Lande kennen: den Jenissei, Ob, die Lena, Pinega, Wytschegda, Nördliche Dwina, Suchona, Angara und Bija (Altai). Seine monatelangen Expeditionen vom Frühjahr bis in den Herbst waren nicht ungefährlich: einmal kam seine Expedition nur dadurch nicht um, dass sie an der Unteren Tunguska mit tungusischen Nomaden zusammentraf. Das Leben der einfachen Leute in Sibirien floss in seine Skizzen und Erzählungen ein: Kleinbauern, Goldsucher, Nomaden, politisch Verbannte, Kosaken vom Irtysch, Kirgisen und Jakuten.
Die ersten Erzählungen wurden 1908 in sibirischen Zeitschriften veröffentlicht. 1911 schickte er Gorki zwei seiner Erzählungen. Durch dessen Mitwirkung erschienen sie in der neuen Zeitschrift der Neorealisten Sawety (Заветы, deutsch: Vermächtnisse). Schischkow freundete sich mit Iwanow-Rasumnik, Remisow, Prischwin, Miroljubow und Awerjanow an und erfuhr durch sie Unterstützung. Mit Gorki traf er erst im Winter 1914 das erste Mal zusammen.
1913 bis 1914 leitete Schischkow eine große Expedition in den Altai, um die von 1903 bis 1913 erbaute Trasse in die westliche Mongolei (Tschuiski trakt/Чуйский тракт) auf Schäden und deren Behebung zu überprüfen. 1915 übersiedelte Schischkow nach Petersburg.
Das Hauptwerk Schischkows über den Bauernführer Pugatschow blieb infolge einer schweren Erkrankung unvollendet.

## Werke
- На Лене. 1910 (deutsch: An der Lena)
- Сибирский сказ. 1916 (deutsch: Ein sibirisches Märchen)
- Угрюм-река. 1933 (1949 deutsch: Der dunkle Strom)
- Емельян Пугачев. 1935–1949, 3 Bände, unvollendet (deutsch: Emeljan Pugatschow)
- Странники. 1931
  - Vagabunden. Berlin 1964 (Deutsch von Traute und Günther Stein)